# Trey Thompkins
Howard Samuel «Trey» Thompkins III (Lithonia, Georgia, 29 de mayo de 1990) es un jugador de baloncesto estadounidense que juega en el Formosa Dreamers de la TPBL taiwanesa. Con 2,08 metros de estatura, juega en la posición de ala-pívot.

## Trayectoria deportiva

### Universidad
Jugó durante tres temporadas con los Bulldogs de la Universidad de Georgia, en las que promedió 15,7 puntos, 7,8 rebotes y 1,3 tapones por partido. En su primera temporada fue incluido en el mejor quinteto de novatos de la Southeastern Conference, mientras que en las otras dos apareció en el mejor quinteto absoluto votado por los entrenadores.
En abril de 2011 anunció que renunciaba a su último año universitario para así declararse elegible para el draft de la NBA.

#### Estadísticas
| Universidad      | Año     | PJ | MIN  | %TC  | %3P  | %TL  | RPP | APP | ROB | TAP | PPP  |
| ---------------- | ------- | -- | ---- | ---- | ---- | ---- | --- | --- | --- | --- | ---- |
| Georgia Bulldogs | 2008-09 | 28 | 26.0 | .434 | .384 | .726 | 7.4 | 0.8 | 1.0 | 1.1 | 12.6 |
| Georgia Bulldogs | 2009-10 | 31 | 31.0 | .483 | .377 | .762 | 8.3 | 1.9 | 1.0 | 1.2 | 17.7 |
| Georgia Bulldogs | 2010-11 | 30 | 31.2 | .481 | .311 | .689 | 7.6 | 1.4 | 1.1 | 1.7 | 16.4 |
| Total            | Total   | 89 | 29.5 | .469 | .357 | .729 | 7.8 | 1.4 | 1.0 | 1.3 | 15.7 |

### Profesional
Fue elegido en la trigésimo séptima posición del Draft de la NBA de 2011 por Los Angeles Clippers.
Tras dos temporadas en la NBA dio el salto al baloncesto europeo, fichando por el BC Nizhni Nóvgorod, y disputando la Euroliga 2014-15, competición en la que fue el tercer máximo reboteador. Al año siguiente fichó por el entonces campeón de Europa, el Real Madrid. Al finalizar la temporada 2021-22 termina su contrato y el Real Madrid decide no renovarle. Durante los siete años que estuvo vinculado al Real Madrid consiguió 13 títulos oficiales. Durante el tiempo que estuvo en el Real Madrid fueron constantes los problemas de sobrepeso del jugador en los inicios de temporada, llegando a estar incluso apartado del equipo por este motivo en el inicio de la temporada 2019-20.
En abril de 2022 fue apartado del equipo junto con Thomas Heurtel por salir de fiesta en Atenas, aunque poco después volvió a ser admitido. 

El 13 de julio de 2022 firmó por el Zenit de San Petersburgo de la VTB United League.
El 7 de enero de 2024, se anuncia su fichaje por el Estrella Roja de Belgrado de la ABA Liga. Firma por un mes con la opción de prolongar el contrato hasta fin de temporada.
El 1 de agosto de 2024 se oficializa su fichaje por el Leyma Coruña, equipo que milita en la Liga Endesa.
El 5 de agosto de 2025 firmó con los Formosa Dreamers de la Liga Profesional de Baloncesto de Taiwán.

## Estadísticas de su carrera en la NBA

### Temporada regular
| Año     | Equipo      | PJ | PT | MPP | %TC  | %3P  | %TL  | RPP | APP | ROB | TPP | PPP |
| ------- | ----------- | -- | -- | --- | ---- | ---- | ---- | --- | --- | --- | --- | --- |
| 2011-12 | LA Clippers | 24 | 0  | 5.0 | .393 | .308 | .714 | 1.0 | .1  | .1  | .1  | 2.4 |
| Total   | Total       | 24 | 0  | 5.0 | .393 | .308 | .714 | 1.0 | .1  | .1  | .1  | 2.4 |